# خليل إسماعيل
خليل إسماعيل (1 مايو 1947  - 31 يناير 2008 )، ممثل كويتي.

## عن حياته
يحمل شهادة دبلوم صناعي حصل عليها عام 1964. عمل موظفًا في قسم شؤون المسرح بوزارة الإعلام إلى أن تقاعد. انتسب إلى «فرقة مسرح الخليج العربي» في 2 فبراير 1981، ورأس لجنة العلاقات العامة بالفرقة لفترة من الوقت. تحققت شهرته بالفترة من ثمانينيات حتى منتصف تسعينيات القرن العشرين. وفي مشواره الفني شارك في فيلم مصري هو غريب في بيتي وأدى فيه شخصية سمسار لاعبي كرة قدم ذهب إلى مصر كي يحضر محترفين للعب في الكويت. وكان قد توقف عن العمل الفني منذ عام 1998 حتى وفاته وذلك بداعي المرض.

### المرض والوفاة
باغتته جلطة قلبية في عام 1995 عندما كان يقدم عرضًا مسرحيًا على مسرح الجزيرة في البحرين، تبعتها أخرى عام 1997 ثم جلطة ثالثة عام 2000 بعدها دخل إلى العناية المركزة، وأصيب كذلك بفشل كلوي وضيق بالتنفس مما اضطره للسفر إلى الولايات المتحدة للعلاج، وعاد إلى الكويت وأصيب بحالة من العزلة ففقد على أثرها بصره والقدرة على الحركة وتعرض لجلطة في الدماغ سافر بسببها إلى لندن، عاد بعد ذلك إلى الكويت ودخل العناية المركزة في مستشفى مبارك، وتوفي هناك في 31 يناير 2008.

## أعماله

### من المسلسلات
| سنة الإنتاج | المسلسل                        | بمشاركة                                                                                                 |
| ----------- | ------------------------------ | --- |
| 1975        | حبابة                          | مريم الغضبان، محمد المنصور، حياة الفهد، أحمد الصالح                                                     |
| 1976        | طيبة وبدر                      | خالد النفيسي، سعاد عبد الله، غانم الصالح                                                                |
| 1976        | امرأة قالت لا - سهرة تلفزيونية | حياة الفهد، جاسم النبهان، منصور المنصور، باسمة حمادة، هدى حمادة                                         |
| 1977        | درب الزلق                      | عبد الحسين عبد الرضا، سعد الفرج، خالد النفيسي، عبد العزيز النمش، علي المفيدي                            |
| 1979        | مذكرات جحا                     | إبراهيم الصلال، خالد العبيد، طيبة الفرج، عبد الله الحبيل                                                |
| 1980        | الدانة                         | حياة الفهد، عبد الله الحبيل، هيفاء عادل                                                                 |
| 1980        | خرج ولم يعد                    | غانم الصالح، حياة الفهد، سعاد عبد الله، إبراهيم الصلال                                                  |
| 1980        | علاء الدين                     | جاسم النبهان، خالد العبيد، أحمد الصالح، عائشة إبراهيم، محمد جابر                                        |
| 1981        | الجوهرة                        | إبراهيم الصلال، عبد العزيز النمش، أحلام محمد، محمد المنيع، جاسم الصالح                                  |
| 1982        | العتاوية                       | عبد الحسين عبد الرضا، علي المفيدي، خالد العبيد، محمد جابر، هيفاء عادل                                   |
| 1983        | فتى الأحلام                    | عبد الله الحبيل، أسمهان توفيق، باسمة حمادة                                                              |
| 1983        | خالتي قماشة                    | خالد النفيسي، حياة الفهد، سعاد عبد الله، غانم الصالح، علي المفيدي، مريم الصالح، مريم الغضبان            |
| 1984        | فاقد                           | عبد الله الحبيل، داوود حسين، أحلام محمد، أحمد الجسمي                                                    |
| 1985        | زوجة بالكمبيوتر                | حياة الفهد، غانم الصالح، علي المفيدي                                                                    |
| 1988        | نصيب                           | مريم الصالح، عبد الله الحبيل، محمد جابر، عبد الإمام عبد الله                                            |
| 1989        | الحادث - سهرة تلفزيونية        | حياة الفهد، طيبة الفرج                                                                                  |
| 1992        | الخروج من الهاوية              | سعاد عبد الله، سليمان الياسين، أحمد الصالح، طارق العلي، أحمد جوهر                                       |
| 1993        | عش الزوجية                     | داوود حسين، انتصار الشراح، إبراهيم الحربي، زهرة الخرجي، منى عبد المجيد                                  |
| 1993        | قاصد خير                       | عبد الحسين عبد الرضا، حياة الفهد، مريم الصالح، مريم الغضبان، غانم الصالح، علي المفيدي، عبد الرحمن العقل |
| 1994        | ميزان العدالة                  | أحمد الصالح، إبراهيم الصلال، إبراهيم الحربي، باسمة حمادة، فرح علي                                       |
| 1995        | يوميات متقاعد                  | غانم الصالح، مريم الغضبان، انتصار الشراح                                                                |
| 1998        | باحث في الديرة                 | من مصر سناء يونس، محمد العجيمي، أحمد السلمان، منى شداد                                                  |

### من المسرحيات
| سنه الإنتاج | المسرحية           | بمشاركة                                                                                             |
| ----------- | ------------------ | --------------------------------------------------------------------------------------------------- |
| 1972        | 1 2 3 4 بم         | حياة الفهد، عبد الرحمن العقل، خالد العبيد، محمد السريع، إبراهيم الصلال                              |
| 1978        | السندباد البحري    | عبد الرحمن العقل، خالد العبيد، محمد السريع، استقلال أحمد                                            |
| 1979        | البساط السحري      | عبد الرحمن العقل، رجاء محمد                                                                         |
| 1981        | الحلاق             | عبد الرحمن العقل، عبد الله الحبيل                                                                   |
| 1983        | يا معيريس          | عبد العزيز النمش، عبد الله الحبيل، محمد السريع، باسمة حمادة                                         |
| 1983        | بالمشمش            | مريم الغضبان، عبد الرحمن العقل، علي المفيدي، عبد الله الحبيل                                        |
| 1986        | رجل مع وقف التنفيذ | عبد العزيز النمش، إبراهيم الحربي، أحمد جوهر، محمد العجيمي                                           |
| 1987        | شيكات بدون رصيد    | حياة الفهد، عائشة إبراهيم، عبد الرحمن العقل، عبد الناصر درويش                                       |
| 1987        | بيت العزوبية       | حياة الفهد، غانم الصالح، إبراهيم الحربي                                                             |
| 1988        | أرض وقرض           | حياة الفهد، عائشة إبراهيم، عبد العزيز النمش، انتصار الشراح، داوود حسين                              |
| 1988        | الكرة مدورة        | عبد الرحمن العقل، انتصار الشراح، محمد العجيمي، عبد الناصر درويش، ولد الديرة                         |
| 1989        | إذا طاح الجمل      | حياة الفهد، عائشة إبراهيم، هيفاء عادل، طارق العلي                                                   |
| 1993 - 1994 | انتخبوا أم علي     | عبد الرحمن العقل، داوود حسين، انتصار الشراح، محمد العجيمي، عبد الناصر درويش                         |
| 1994        | ولعها شعللها       | عبد الرحمن العقل، محمد السريع، حسين المنصور، محمد العجيمي، عبد الناصر درويش، سماح، من مصر جالا فهمي |

### السينما
| سنة الإنتاج | الفيلم       | بمشاركة               |
| ----------- | ------------ | --------------------- |
| 1982        | غريب في بيتي | سعاد حسني، نور الشريف |

## روابط خارجية
- خليل إسماعيل على موقع قاعدة بيانات الأفلام العربية